# 夏の陽 (松山千春の曲)
「夏の陽」（なつのひ）は、松山千春が1990年4月25日にリリースした30枚目のシングル。

## 収録曲
| 全作詞・作曲: 松山千春、全編曲: 大石学。 |                       |          |            |      |
| #                                        | タイトル              | 作詞     | 作曲・編曲 | 時間 |
| 1.                                       | 「夏の陽」            | 松山千春 | 松山千春   | 4:10 |
| 2.                                       | 「Lullaby(ララバイ)」 | 松山千春 | 松山千春   | 4:43 |
| 合計時間:                                | 合計時間:             | 8:53     |            |      |